# Charles-Louis Hanon
Pour les articles homonymes, voir Hanon.
Œuvres principales
- Le pianiste virtuose en 60 exercices calculés pour acquérir l'agilité, l'indépendance, la force et la plus parfaite égalité des doigts ainsi que la souplesse des poignets (1873)

Charles-Louis Hanon, né le 2 juillet 1819 à Renescure et mort le 19 mars 1900 à Boulogne-sur-Mer est un compositeur et professeur de piano français.

## Biographie
En 1846, il se fixe à Boulogne-sur-Mer comme organiste et maître de chapelle. Il vit avec son frère François, également musicien.
Sa première œuvre publiée date de 1854 : Les Montagnes de la Savoie, morceau fantastique pour le piano. Suivront plusieurs recueils destinés à la vulgarisation et à l'enseignement du piano, de l'orgue et de l'harmonium dont l'usage se répandait dans les églises de campagne. Il est notamment le compositeur de deux curieux tableaux musicaux (œuvres à programme) pour orgue ou harmonium : Bethléem, pastorale religieuse et Le Jugement dernier, morceaux pour une réception d'orgue.
Charles-Louis Hanon est surtout connu pour son ouvrage Le pianiste virtuose en 60 exercices calculés pour acquérir l'agilité, l'indépendance, la force et la plus parfaite égalité des doigts ainsi que la souplesse des poignets, publié la première fois en 1873 à Boulogne-sur-Mer et qui est devenu un des ouvrages de base utilisés par les professeurs de piano. 
Ces exercices sont surtout des exercices digitaux (employant différentes figures répétées, généralement sur plusieurs octaves) qui n'ont pas, contrairement aux études de différents compositeurs (Chopin, Liszt, voire Czerny ou Clementi), d'intérêt musical : leur but est purement mécanique (à l'exception, éventuellement, du dernier exercice : "le Trémolo"). La technique à employer pour les exercices est brièvement décrite avant presque chacun d'entre eux : Hanon préconise par exemple l'attaque des octaves à l'aide de l'avant bras. 
Malgré ses détracteurs, cette méthode est l'une des plus célèbres, et elle continue à être employée massivement. Elle a été publiée en onze langues au moins et adaptée pour divers instruments. Elle a été approuvée en son temps par Antoine-François Marmontel et Georges Mathias, professeurs au conservatoire de Paris et par Louis Brassin professeur aux conservatoires de Bruxelles et Saint-Pétersbourg.
Serge Rachmaninoff et Josef Lhévinne ont clamé que l'explosion de virtuoses de piano à leur époque était due à l'obligation d'étudier les exercices de Hanon dans les conservatoires russes, où des tests spécifiques imposaient l'exécution de tous les exercices par cœur, à tous les tempi, et dans toutes les tonalités.[réf. nécessaire]
En 1867, Charles-Louis Hanon est nommé membre honorifique de l'Académie nationale Sainte-Cécile par Pie IX. Sa vie fut celle d'un dévot, membre du Tiers-Ordre de Saint François et des Conférences de Saint Vincent de Paul.

## Liste des œuvres

### Ouvrages pédagogiques
- Le Système nouveau pratique et populaire pour apprendre à accompagner tout plain-chant à première vue en six leçons sans savoir la musique et sans professeur (1858)
- L'Etude complète de l'orgue mise à la portée de tout le monde (1863-1868)
- L'Etude complète du piano (1868)
- L'étude complète du piano ; les extraits des chefs-d'œuvre des grands maîtres pour piano, orgue ou harmonium (1872)
- Le pianiste virtuose en 60 exercices calculés pour acquérir l'agilité, l'indépendance, la force et la plus parfaite égalité des doigts ainsi que la souplesse des poignets

### Ouvrages musicaux
- Bethléem, pastorale religieuse
- Le Jugement dernier, morceaux pour une réception d'orgue
- Le bourriquet de la mère Grégoire
- L'exilée
- Les montagnes de la Savoie
- Souvenirs de Bretagne
- Un rêve de bonheur